# Камерата-Нуова
Камерата-Нуова (італ. Camerata Nuova) — муніципалітет в Італії, у регіоні Лаціо,  метрополійне місто Рим-Столиця.
Камерата-Нуова розташована на відстані близько 55 км на схід від Рима.
Населення — 452 особи (2014).
Щорічний фестиваль відбувається 1 вересня. Покровитель — Sant'Egidio.

## Демографія
Населення за роками:

Станом на 1 січня 2023 року в муніципалітеті офіційно проживало 16 іноземців з 3 країн, серед них 13 громадян країн Євросоюзу та 1 громадянин України.

## Сусідні муніципалітети
- Каппадоча
- Червара-ді-Рома
- Рокка-ді-Ботте
- Суб'яко
- Валлеп'єтра